# Aptesis hypocrita
Aptesis hypocrita är en stekelart som först beskrevs av Cameron 1897.  Aptesis hypocrita ingår i släktet Aptesis och familjen brokparasitsteklar. Inga underarter finns listade.